# Space One
Space One est une société japonaise créée en 2018 pour développer et mettre en œuvre un lanceur spatial léger permettant d'effectuer des lancements dans un délai très court (quatre jours après réception du satellite). La société a développé dans ce but le lanceur KAIROS capable de placer 250 kilogrammes sur une orbite basse de 500 kilomètres. Le premier vol, tiré depuis la base de lancement de Kii dédiée à ce lanceur, a lieu le 13 mars 2024 mais est un échec.

## Historique
Space One, baptisée initialement (2017) New Generation Small Rocket Development Planning, est créée en juillet 2018 par un consortium de sociétés japonaises comprenant Canon Electronics, une des filiales de la société Canon, IHI Aerospace, Shimizu Corporation et la banque de développement du Japon. La société a pour objectif de développer un lanceur spatial léger rapidement disponible. Celui-ci est baptisé KAIROS, nom faisant référence à l'ancien dieu grec de l'opportunité. Space One est chargée de développer le lanceur et de le mettre en œuvre,.